# Cementerio Principal de Karlsruhe

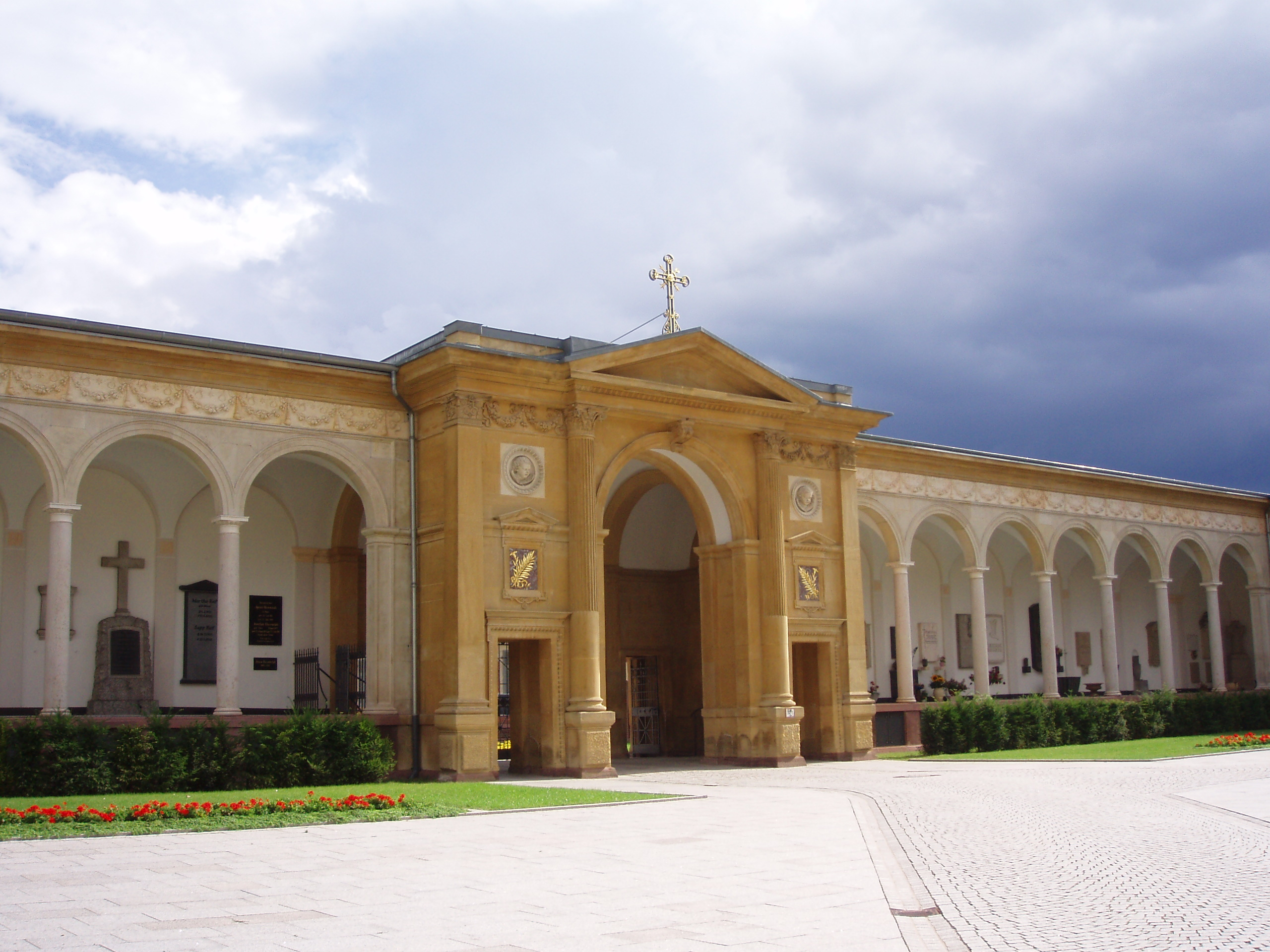
Vista interior de la entrada

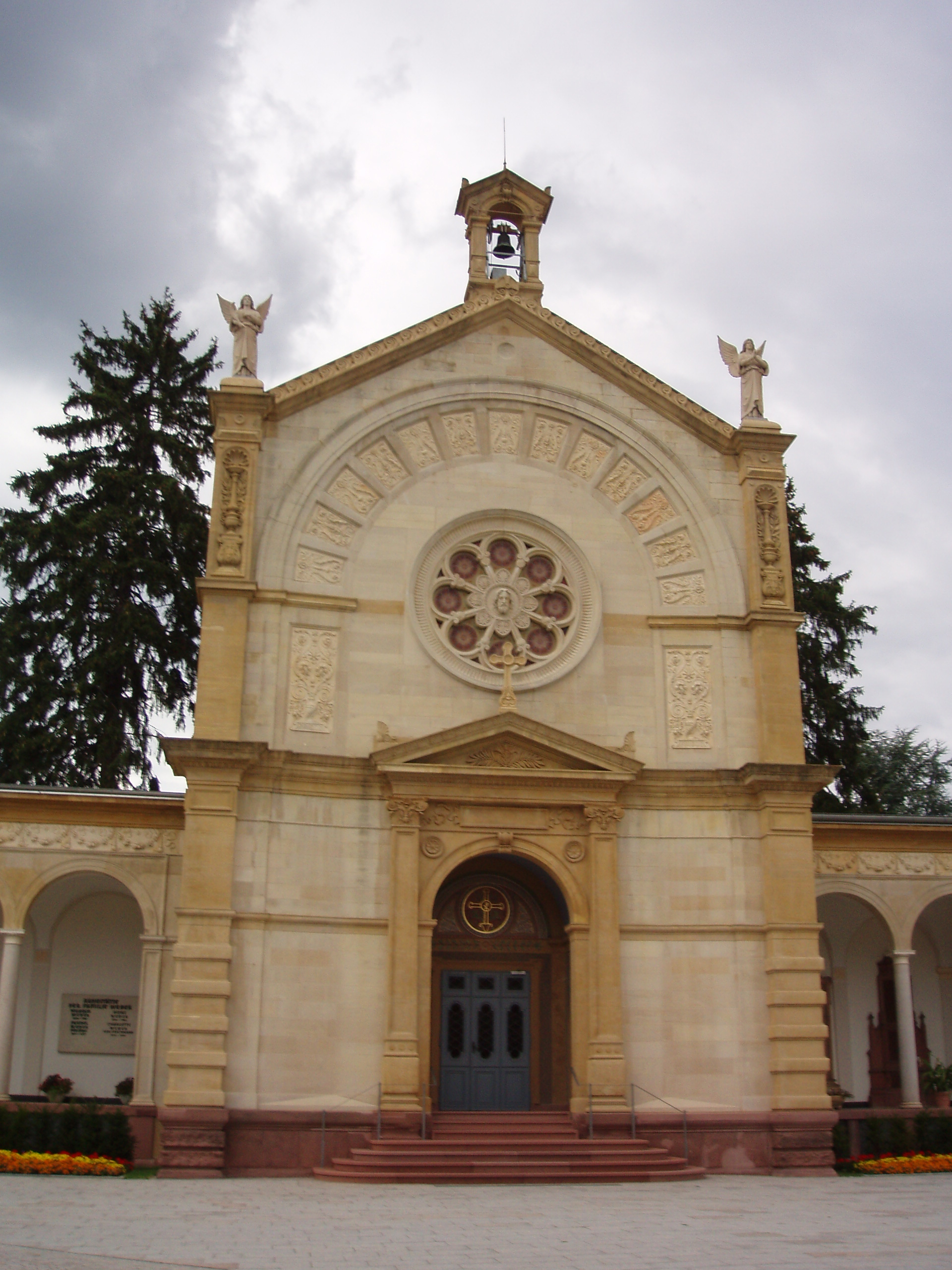
Capilla

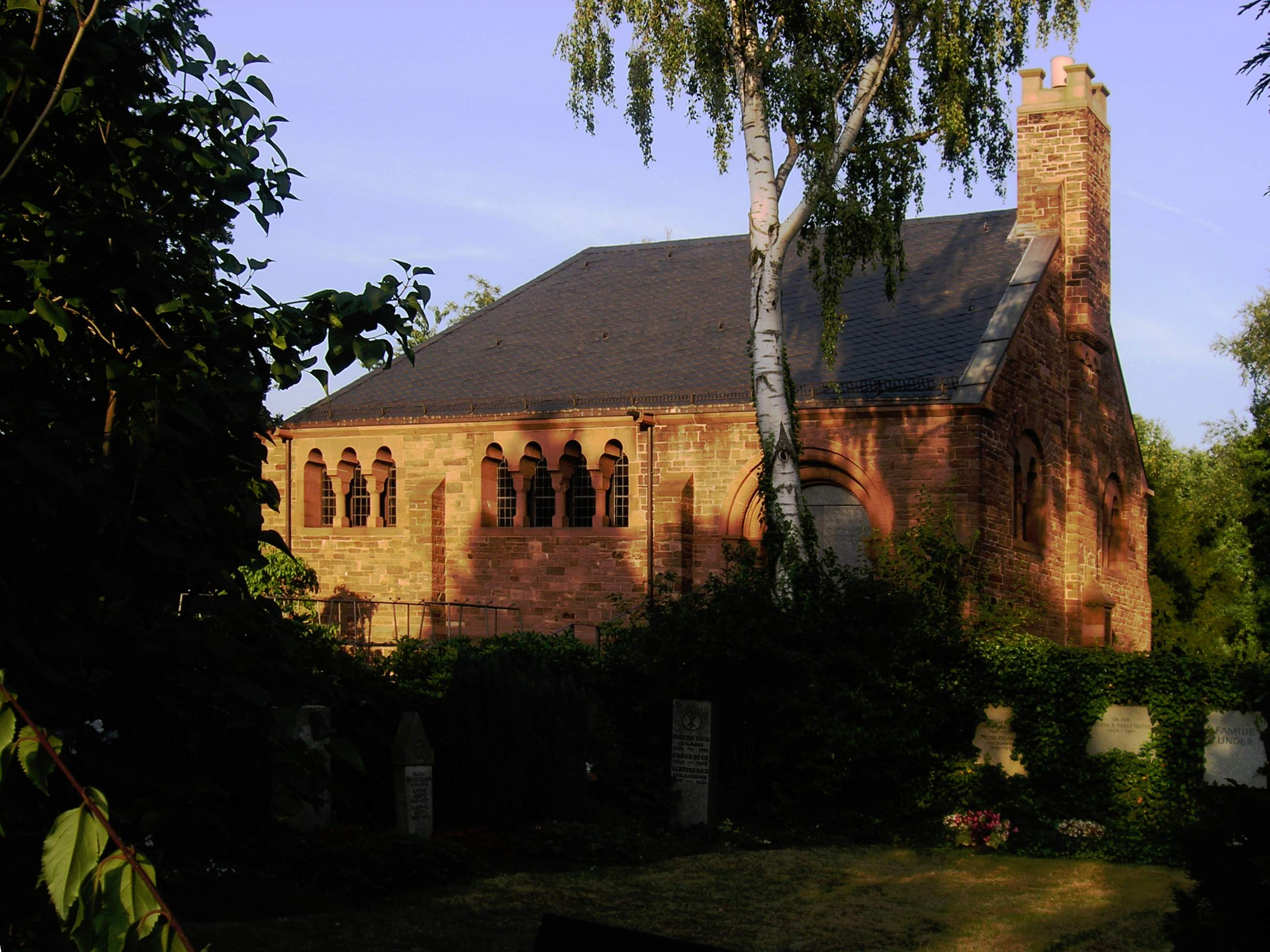
Capilla pequeña

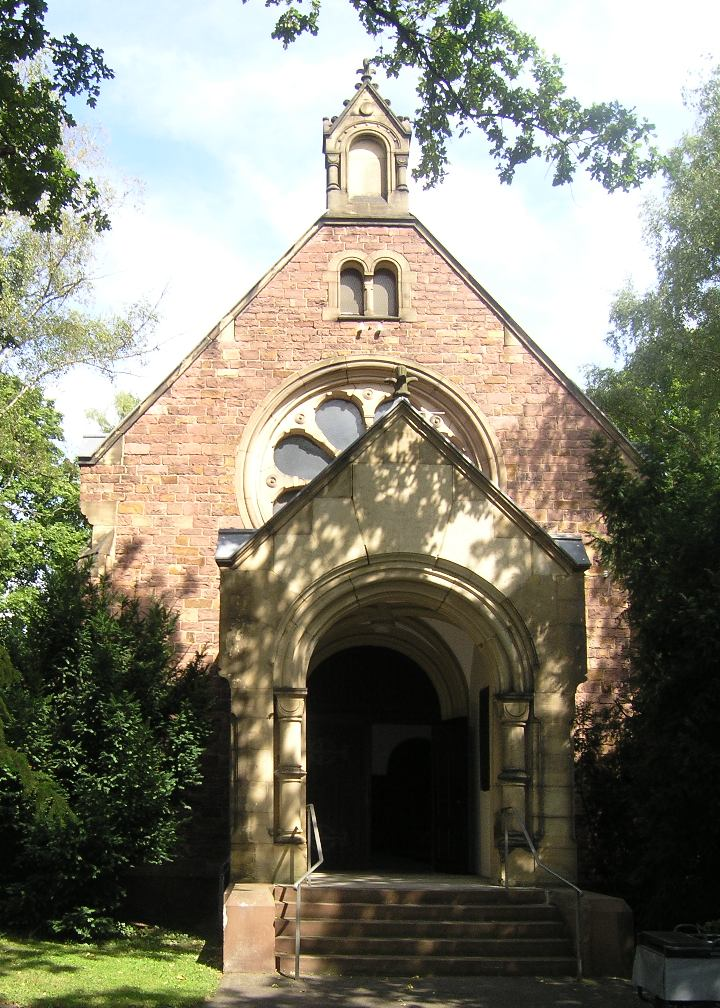
Capilla judía

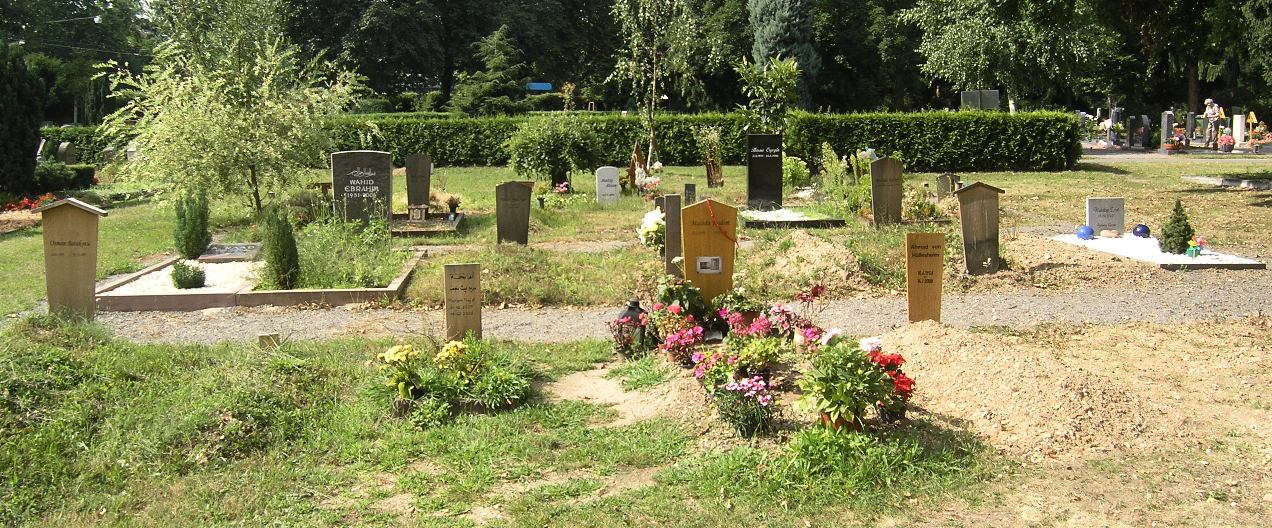
Cementerio musulmán

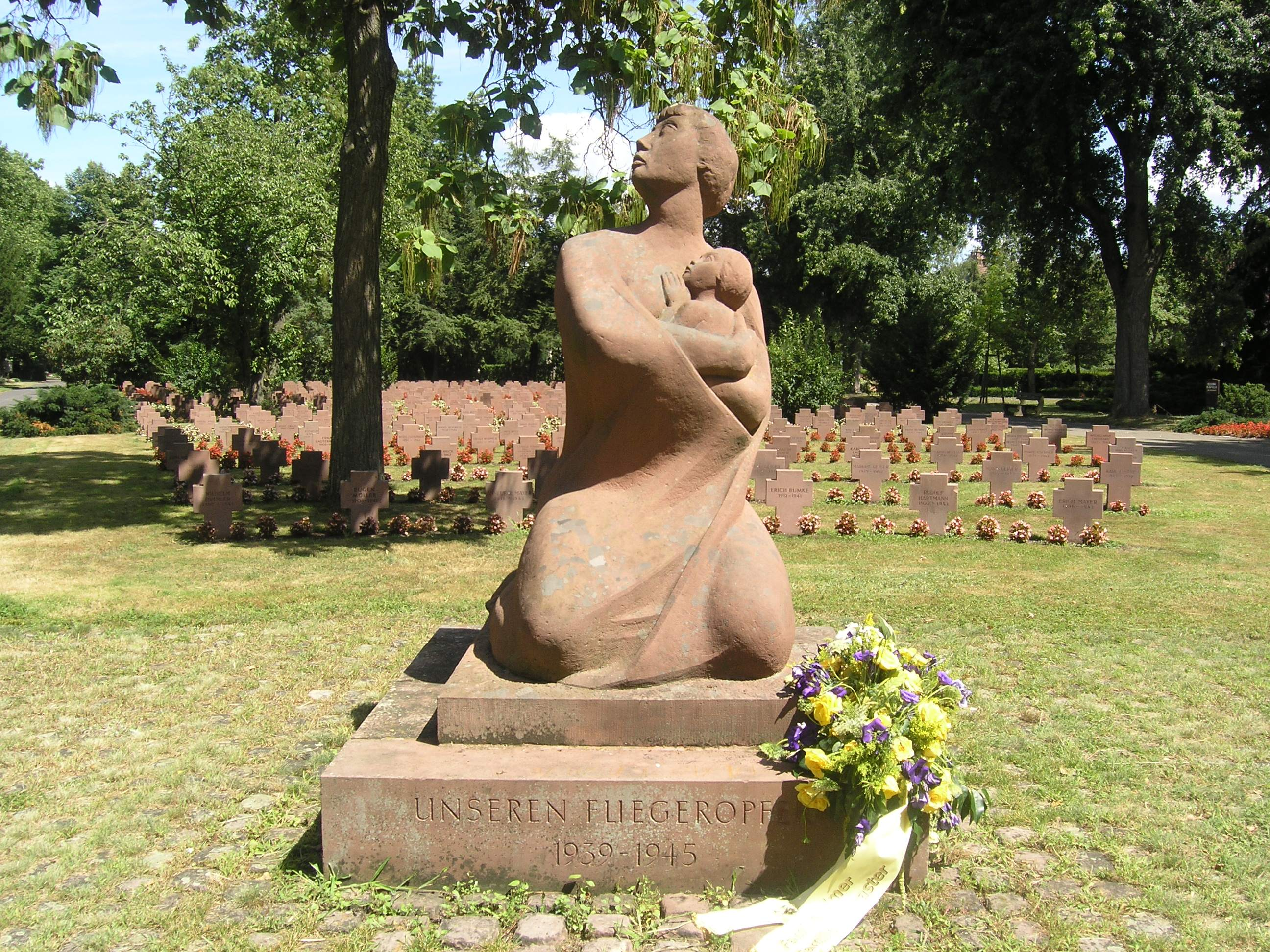
Monumento alusivo a los bombardeos de la Segunda Guerra Mundial

El Cementerio Principal de Karlsruhe (en alemán, Hauptfriedhof) es un cementerio ajardinado situado en la ciudad alemana de Karlsruhe, inaugurado en 1873. Se trata de un cementerio diseñado por Josef Durm al estilo de un jardín inglés, donde la hierba crece sobre las tumbas, y con un recorrido de avenidas curvas flanqueadas por plátanos. En los ejes principales, se ubican los monumentos más importantes y, en la zona más elevada, se encuentra el antiguo crematorio reconvertido en capilla para los funerales.

## Espacios
La entrada tiene el estilo de un arco de triunfo romano. Detrás hay un patio diseñado al estilo de los cementerios italianos, una sala de cripta renacentista, el depósito de cadáveres y la capilla funeraria. El conjunto es considerado el primer ejemplo de construcción del neorrenacimiento en la región y fue restaurado a principios del siglo XXI.

### Mein letzter Garten
Un área del cementerio llamada Mein letzter Garten (Mi último jardín) evoca los parques y zonas recreativas: una cascada artificial, estanques, esculturas; además, ciertos árboles y plantas —como el bambú— le dan un aire oriental.

### Cementerios judíos
En 1873, poco después de que comenzara la planificación del nuevo Cementerio Principal, se inauguró en su interior el cementerio ortodoxo. Los restos de veinte difuntos fueron trasladados del viejo al nuevo cementerio. Esta zona no está abierta al público en general. En 1897, se inauguró otro cementerio para la comunidad judía liberal.

### Cementerio islámico
Desde 1984 hay un cementerio musulmán dentro del recinto. Para el lavado ritual de los muertos, así como para las oraciones, hay salas especiales disponibles en el cementerio. Además, están diseñadas para que, en el funeral, el lado derecho del cuerpo se encuentre en dirección a La Meca.

### Crematorio
En 1903 se construyó el crematorio, revestido de arenisca rojiza. En 1998 se puso en funcionamiento un nuevo crematorio más moderno y el antiguo quedó reconvertido en pequeña sala de duelo.

### Columbario
En el cementerio se encuentra también el antiguo mausoleo de la familia Bürklin que, desde 1985, se utiliza como columbario.

## Personalidades
Entre otros, en este cementerio están enterrados: 
- Ludwig Dill (1848-1940), pintor
- Karl Drais (1785-1851), inventor de un prototipo de bicicleta
- Josef Durm (1837-1919), arquitecto
- Franz Grashof (1826-1893), ingeniero
- Jan Kalivoda (1801-1866), compositor
- Otto Lehmann (1855-1922), físico
- Toni Rothmund (1877-1956),  periodista
- Emil Sutor (1888-1974), escultor
- Hans Thoma (1839-1924), pintor
- Wilhelm Trübner (1851-1917), pintor